# Mahali-wever
De Mahali-wever (Plocepasser mahali) is een zangvogel uit de familie Passeridae (Mussen).

## Kenmerken
De vogel is circa 18 cm lang en is herkenbaar aan de witte wenkbrauwen boven de ogen. In vlucht is de witte rug goed te zien.
Het is een algemeen voorkomende vogel. De roep is een hard "oe-iep oe-iep".

## Broedgedrag
De vogel broedt in kleine kolonies. Het nest is een rommelig geweven bolletje van gras en takjes.

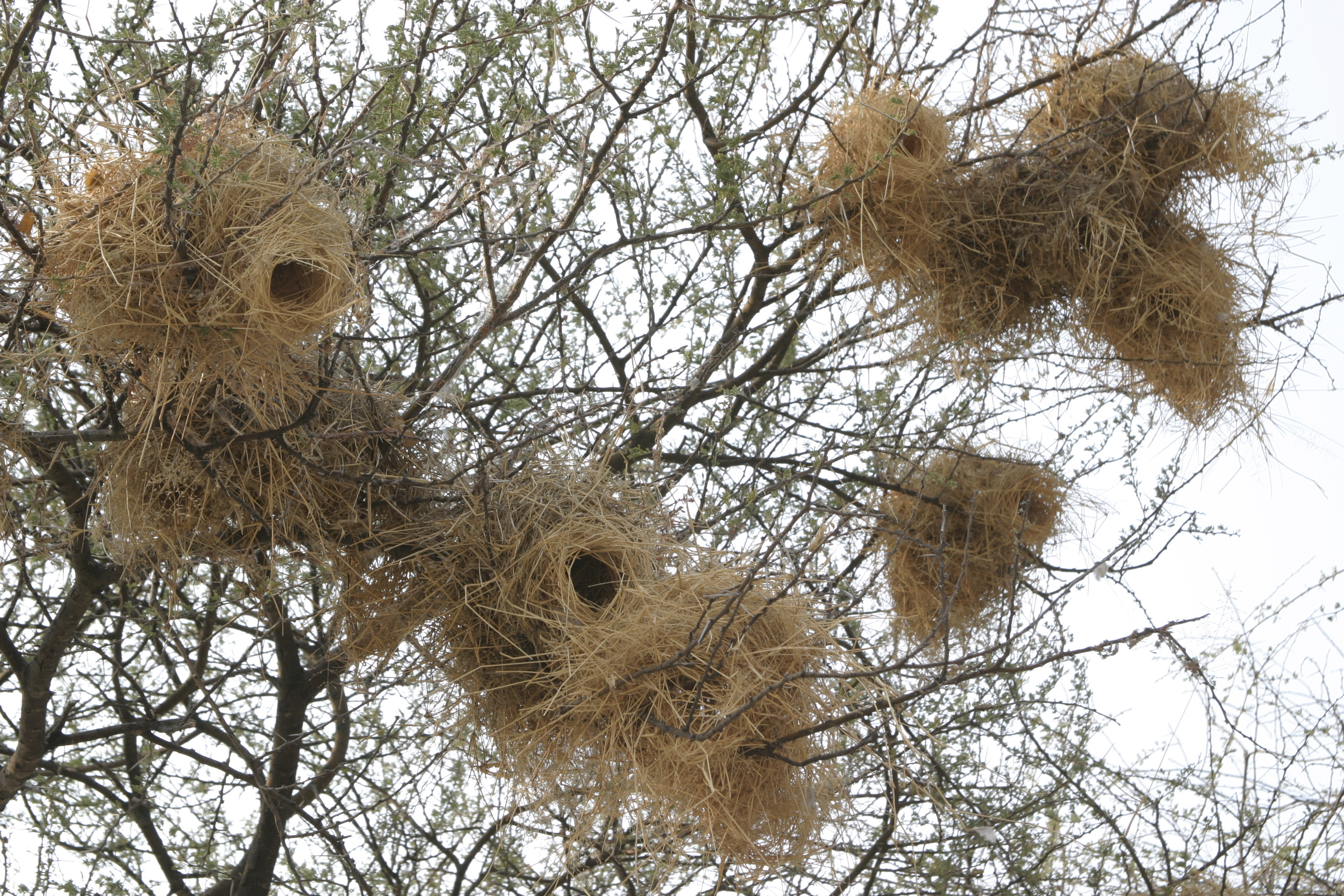
Nesten in een Acacia-boom

## Verspreiding en leefgebied
Er worden 4 ondersoorten onderscheiden:
- P. m. melanorhynchus: zuidoostelijk Soedan, noordelijk Oeganda, het zuidelijke deel van Centraal-Ethiopië en Kenia.
- P. m. pectoralis: Tanzania, zuidelijk Malawi, zuidelijk en oostelijk Zambia, westelijk Mozambique, noordelijk Zimbabwe en noordelijk Botswana.
- P. m. ansorgei: zuidwestelijk Angola en noordwestelijk Namibië.
- P. m. mahali: zuidelijk Namibië, zuidelijk Botswana, zuidwestelijk Zimbabwe en noordelijk en centraal Zuid-Afrika.